# Barleria salicifolia
Barleria salicifolia är en akantusväxtart som beskrevs av Spencer Le Marchant Moore. Barleria salicifolia ingår i släktet Barleria och familjen akantusväxter. Inga underarter finns listade i Catalogue of Life.